# Enstone
Enstone – wieś położona 6,4 km na wschód od Chipping Norton w Wielkiej Brytanii. W 2001 roku wieś zamieszkiwało 1103 osoby. W Enstone mieści się siedziba zespołu F1 – Alpine.